# Cihelny (Jaroměř)
Cihelny (německy  Ziegelschlag) jsou část města Jaroměř v okrese Náchod. Nachází se asi 2 km na jihozápad od centra Jaroměře. V roce 2009 zde bylo evidováno 149 adres. V roce 2001 zde trvale žilo 535 obyvatel.
Cihelny leží v katastrálním území Jaroměř o výměře 11,83 km².

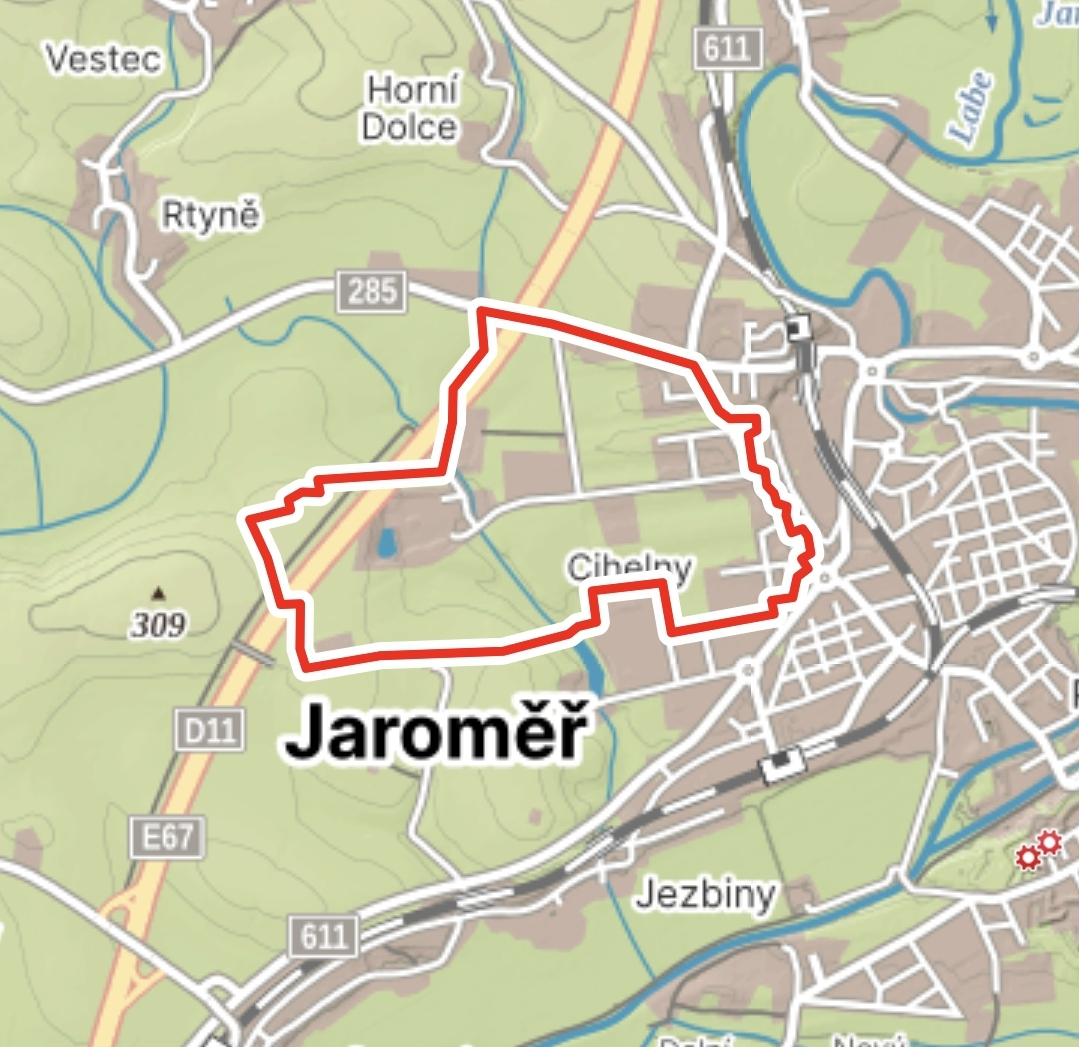
Cihelny